# Waitakere

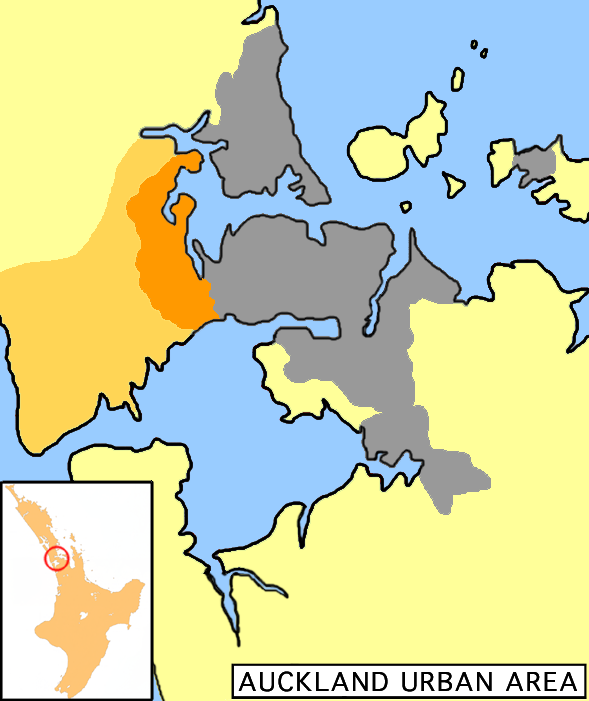
Położenie miasta w aglomeracji Auckland (kolor pomarańczowy)

Waitakere – miasto w Nowej Zelandii, w aglomeracji Auckland. W 2010 r. miasto zostało włączone w aglomerację Auckland. Wcześniej było piątym pod względem wielkości miastem Nowej Zelandii. Na zachód od miasta wznosi się pasmo wzgórz pokrytych lasem – Waitakere Ranges. Przemysł spożywczy, włókienniczy, odzieżowy i maszynowy.

## Miasta partnerskie
- Huntington Beach, USA
- Kakogawa, Japonia
- Ningbo, Chiny
- Galway, Irlandia